# Dolmen du Grand-Bouillac
Le dolmen du Grand-Bouillac, appelé aussi Palet de Gargantua, est un dolmen situé à Saint-Vincent-sur-Jard, dans le département français de la Vendée.

## Historique
L'édifice est mentionné par Léon Audé en 1841 qui signale aussi « à six pas au nord-est (...) un tertre, de forme conique, dont la circonférence est de 28 pas et l'élévation de 2,35 m » qui aurait pu correspondre en fait à la plate-forme d'un ancien moulin. En 1901 et 1905, Marcel Baudouin et Georges Lacouloumère fouillent et « restaurent » l'édifice qui est classé au titre des monuments historiques par arrêté du 30 avril 1991.

## Description
La restauration hasardeuse de Baudouin et Lacouloumère ne permet pas de connaître le type du dolmen mais d'après le plan dressé avant leur intervention, il pourrait s'agir d'un dolmen à couloir coudé qui se serait effondré. Les dalles sont en grès local.
Selon l'abbé Baudry, il existait, vers 1862, trois menhirs renversés à environ 50 m au sud et à l'est du dolmen. Deux d'entre eux furent un temps redressés puis ils retombèrent un peu plus tard avant de disparaître dans le remembrement de 1969.

## Mobilier archéologique
Le mobilier découvert à l'époque est conservé au Musée Sainte-Croix des Sables-d'Olonne. Il comporte un petit matériel en os (deux poinçons) et en silex (deux flèches tranchantes, une lame, un perçoir, un fragment de hache polie, huit éclats). Les tessons de céramique retrouvés sont décorés d'impressions au peigne de style campaniforme et de coups d'ongle en « V ». La fouille des déblais a livré quelques tessons supplémentaires (dont un tesson campaniforme de couleur rouge vif décoré de lignes horizontales) et une superbe pointe de flèche à pédoncule et ailerons, attribuée au Chalcolithique. Plusieurs dents et des ossements humains ont aussi été retrouvés.

## Folklore
Selon la tradition, le dolmen est un palet de Gargantua tombé à cet endroit alors que le géant jouait aux quilles en enjambant la vallée du Bouillac, un pied posé à Jard et l'autre au Bernard. La quille (ménche) était constituée par la Pierre-qui-vire située à Longeville-sur-Mer. 
Le dolmen cacherait un jeu de boules en or qui attisa en vain la convoitise des chercheurs de trésor au début du XXe siècle.